# Expérience de laboratoire
En sciences, une expérience de laboratoire est une expérience scientifique menée en laboratoire plutôt que sur le terrain.
Les expériences de laboratoire sont largement utilisées en économie comportementale pour étudier le comportement des agents économiques. 